# Jerzy Maślanka

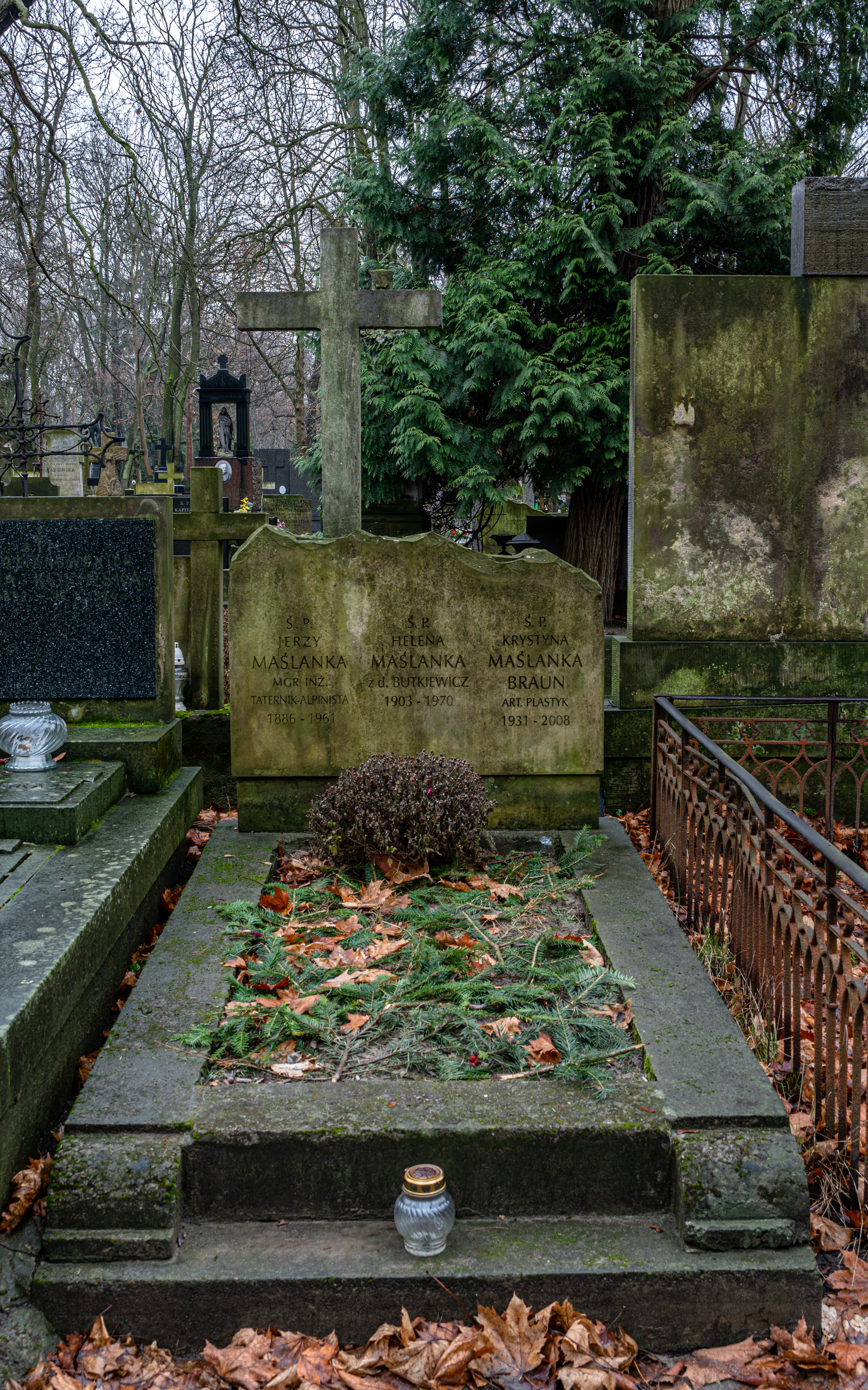
Grób Jerzego Maślanki na cmentarzu Powązkowskim

Jerzy Maślanka (ur. 30 września 1886 we Lwowie, zm. 18 września 1961 w Warszawie) – polski taternik, alpinista, inżynier.

## Życiorys
Ukończył Politechnikę Lwowską w 1911 r. W latach 1905–1914 jeden z najaktywniejszych polskich wspinaczy, dokonał wielu pierwszych wejść w Tatrach – zarówno zimą, jak i latem. Wspinał się też w Alpach i Gorganach. Współzałożyciel Kółka Taterników (później Himalaya Club) i Karpackiego Towarzystwa Narciarzy, działacz Sekcji Turystycznej Towarzystwa Tatrzańskiego. Propagator narciarstwa w środowisku lwowskim, autor artykułów w prasie tatrzańskiej („Taternik”, „Pamiętnik Towarzystwa Tatrzańskiego” i inne). Spoczywa na cmentarzu Powązkowskim w Warszawie (kw. 56-2-27).
Ważniejsze osiągnięcia (pierwsze wejścia):
- Basztowa Przełęcz, Capie Turnie, Zadnia Baszta (1905),
- Batyżowiecki Szczyt (od północy), Grań Wideł (1906),
- Świnica (samotnie, zimą), Mały Ganek (przez Kaczą Turnię), Przełęcz pod Rysami (1907),
- Batyżowiecki Szczyt, Dwoista Turnia, Żłobisty Szczyt (zimą) (1909),
- Grań Hrubego, Ciężki Szczyt, Hińczowa Turnia oraz zimą Ganek, Mięguszowiecki Szczyt Czarny (1910).